# Pedro Saura García
Pedro Saura García (Torre-Pacheco, Murcia, 26 de abril de 1962) es un político español. Actualmente, es el presidente del Grupo Correos. Previamente ha sido presidente-consejero delegado de la empresa pública Paradores y secretario de Estado de Infraestructuras, Transporte y Vivienda en el Ministerio de Fomento.

## Biografía
Nacido en Torre-Pacheco, está casado y tiene dos hijos. Es doctor en Economía y profesor titular en la Universidad de Murcia. Ha sido diputado en la V y VIII legislatura. Fue director general de Economía y Planificación de la Comunidad Autónoma de Murcia, secretario general de Economía y Hacienda, asesor de la Presidencia y concejal en el ayuntamiento de Torre-Pacheco.
Como secretario general del PSRM, el 27 de mayo de 2007 encabezó la lista del PSOE a la presidencia de la Región de Murcia, comicios en los que perdió un diputado de los que ya disponía con un 32,4 % de votos. Encabezó la oposición al gobierno murciano en la Asamblea Regional de Murcia hasta su nombramiento como director general de SEPES, puesto del que tuvo que dimitir por incompatibilidad con ser candidato a las elecciones generales de 2011, en las que consiguió un escaño. Lo revalidó en las elecciones generales de 2015 y 2016.
En junio de 2018, su partido, liderado por Pedro Sánchez, sacó adelante una moción de censura contra el gobierno de Mariano Rajoy. Con Sánchez en la presidencia, José Luis Ábalos fue nombrado ministro de Fomento, y éste nombró a Saura como secretario de Estado de Infraestructuras, Transporte y Vivienda.
En 2018 fue nombrado presidente de la entidad pública empresarial ENAIRE, el principal proveedor de servicios de navegación aérea y de información aeronáutica en España, el cuarto en Europa por volumen de tráfico y uno de los más importantes a nivel mundial. También fue nombrado en 2018 Presidente de la entidad Pública Empresarial de Suelo SEPES, en la que anteriormente había sido director general. Renovó de nuevo su escaño en las elecciones generales de abril de 2019 y de noviembre de 2019, aunque renunció en febrero de 2020. 
En julio de 2021 cesó como secretario de Estado y en ese mismo mes fue nombrado presidente-consejero delegado de Paradores de Turismo de España.
En diciembre de 2023, fue nombrado presidente del Grupo Correos.

## Cargos desempeñados
- Director general de Economía y Planificación de la Región de Murcia.
- Secretario general de Economía y Hacienda.
- Concejal en el Ayuntamiento de Torre-Pacheco.
- Diputado en la Asamblea Regional de Murcia (1999-2004).
- Diputado por Murcia en el Congreso de los Diputados (2004-2007).
- Secretario general del PSRM-PSOE (2004-2012).
- Diputado en la Asamblea Regional de Murcia (2007-2010).
- Senador a Cortes, designado por la Asamblea Regional de Murcia (2007-2008).
- Portavoz del Grupo Socialista en la Asamblea Regional de Murcia (2007-2010).
- Director general de la Entidad Pública Empresarial de Suelo (2010-2011).
- Diputado por Murcia en el Congreso de los Diputados (2011-2018).
- Secretario de Estado de Infraestructuras, Transporte y Vivienda (2018-2021).
- Presidente-Consejero delegado de Paradores de Turismo de España (2021-2023)
- Presidente de la Sociedad Estatal Correos y Telégrafos (desde 2023).